# Saint-Mesmin (Côte-d'Or)
Pour les articles homonymes, voir Saint-Mesmin.
Saint-Mesmin est une commune française située dans le département de la Côte-d'Or, en région Bourgogne-Franche-Comté.

## Géographie
Composé d'un plateau (altitude maximum 553 m aux Chaumes de Fontette) creusé par quatre combes au fond desquelles sont abritées les quatre principales agglomérations : Corcelotte-en-Montagne, St-Mesmin, Godan et Fontette (point bas à 370 m sur l'Ozerain), le territoire de la commune est partagé entre agriculture sur les hauteurs et prairies d'élevage dans les vallées. Le haut des pentes est souvent occupé par des bois de feuillus.

### Accès
La limite sud du finage suit les routes départementales D 9 et D 119 (Vitteaux-Sombernon par le plateau), ancienne route royale Paris-Dijon. Saint-Mesmin (464 m vers l'église) n'est pas sur cette route exposée aux vents sur le plateau mais reste sur la D 9 (Alise-Sainte-Reine à Sombernon par la vallée de l'Ozerain) qui se sépare de la D 119 sur la commune.

### Hydrographie
Situé sur un des points les plus hauts et des plus éloignés du bassin versant de la Seine, proche de la limite de partage des eaux avec le bassin versant Saône-Rhône, la source de l'Ozerain, située sur cette commune, est alimentée par les eaux du plateau, comme plusieurs autres sources qui participent au débit de cette rivière, directement ou par les ruisseaux descendant de Godan ou de Fontette. Sur l'ancienne commune de Corcelotte-en-Montagne, à l'ouest, un ruisseau va rejoindre l'Oze.
Ozerain et Oze sont des affluents de la Brenne, elle-même affluent de l'Armançon, elle-même affluent de l'Yonne, elle-même affluent de la Seine…

### Hameaux, écarts, lieux-dits
- Hameaux détachés du village : Fontette, Godan (Godan-Haut et Godan-Bas), Corcellotte-en-Montagne (Corcellotte-Haut et Corcellotte-Bas).
- habitat ou bâti écarté : le Moulin, Bonidant, sur la Repe.

### Climat
Pour des articles plus généraux, voir Climat de la Bourgogne-Franche-Comté et Climat de la Côte-d'Or.
En 2010, le climat de la commune est de type climat des marges montargnardes, selon une étude du Centre national de la recherche scientifique s'appuyant sur une série de données couvrant la période 1971-2000. En 2020, Météo-France publie une typologie des climats de la France métropolitaine dans laquelle la commune est exposée à un climat océanique altéré et est dans une zone de transition entre les régions climatiques « Lorraine, plateau de Langres, Morvan » et « Bourgogne, vallée de la Saône ». 
Pour la période 1971-2000, la température annuelle moyenne est de 9,9 °C, avec une amplitude thermique annuelle de 17 °C. Le cumul annuel moyen de précipitations est de 1 019 mm, avec 13,3 jours de précipitations en janvier et 8,6 jours en juillet. Pour la période 1991-2020, la température moyenne annuelle observée sur la station météorologique de Météo-France la plus proche, « Pouilly-en-Aux_sapc », sur la commune de Pouilly-en-Auxois à 11 km à vol d'oiseau, est de 10,7 °C et le cumul annuel moyen de précipitations est de 859,1 mm,. Pour l'avenir, les paramètres climatiques de la commune estimés pour 2050 selon différents scénarios d'émission de gaz à effet de serre sont consultables sur un site dédié publié par Météo-France en novembre 2022.

## Urbanisme

### Typologie
Au 1er janvier 2024, Saint-Mesmin est catégorisée commune rurale à habitat très dispersé, selon la nouvelle grille communale de densité à 7 niveaux définie par l'Insee en 2022.
Elle est située hors unité urbaine. Par ailleurs la commune fait partie de l'aire d'attraction de Dijon, dont elle est une commune de la couronne,. Cette aire, qui regroupe 333 communes, est catégorisée dans les aires de 200 000 à moins de 700 000 habitants,.

### Occupation des sols
L'occupation des sols de la commune, telle qu'elle ressort de la base de données européenne d’occupation biophysique des sols Corine Land Cover (CLC), est marquée par l'importance des territoires agricoles (82 % en 2018), une proportion sensiblement équivalente à celle de 1990 (82,8 %). La répartition détaillée en 2018 est la suivante : terres arables (36,4 %), prairies (34,3 %), forêts (18 %), zones agricoles hétérogènes (11,3 %). L'évolution de l’occupation des sols de la commune et de ses infrastructures peut être observée sur les différentes représentations cartographiques du territoire : la carte de Cassini (XVIIIe siècle), la carte d'état-major (1820-1866) et les cartes ou photos aériennes de l'IGN pour la période actuelle (1950 à aujourd'hui).

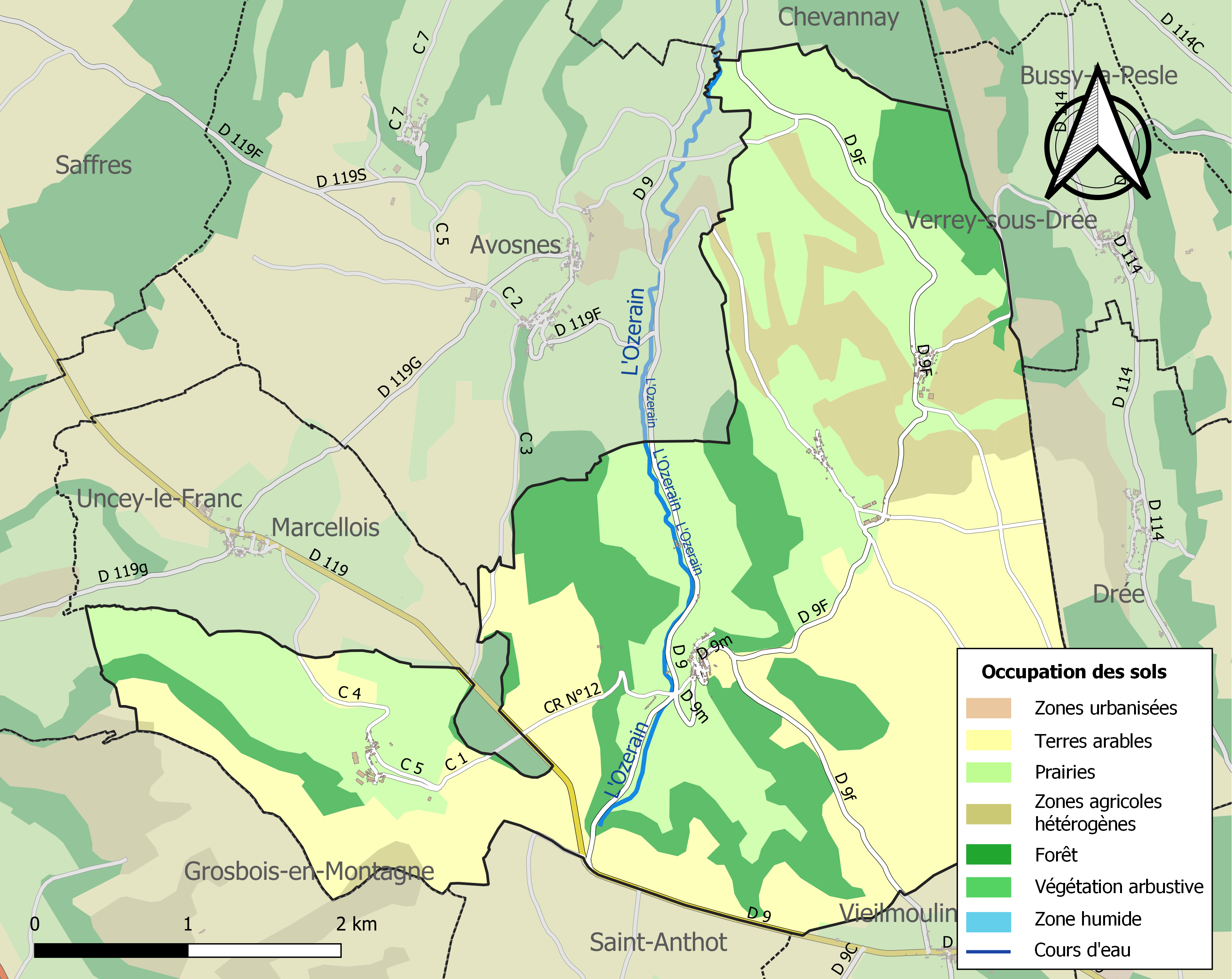
Carte des infrastructures et de l'occupation des sols de la commune en 2018 (CLC).

## Histoire
Au cours de la période révolutionnaire de la Convention nationale (1792-1795), la commune a porté provisoirement le nom de Rochefontaine, et la commune de Corcelotte-en-Montagne (INSEE 21563) Corcelotte-lès-Vitteaux. Celle-ci a été rattachée à Saint-Mesmin en 1861.

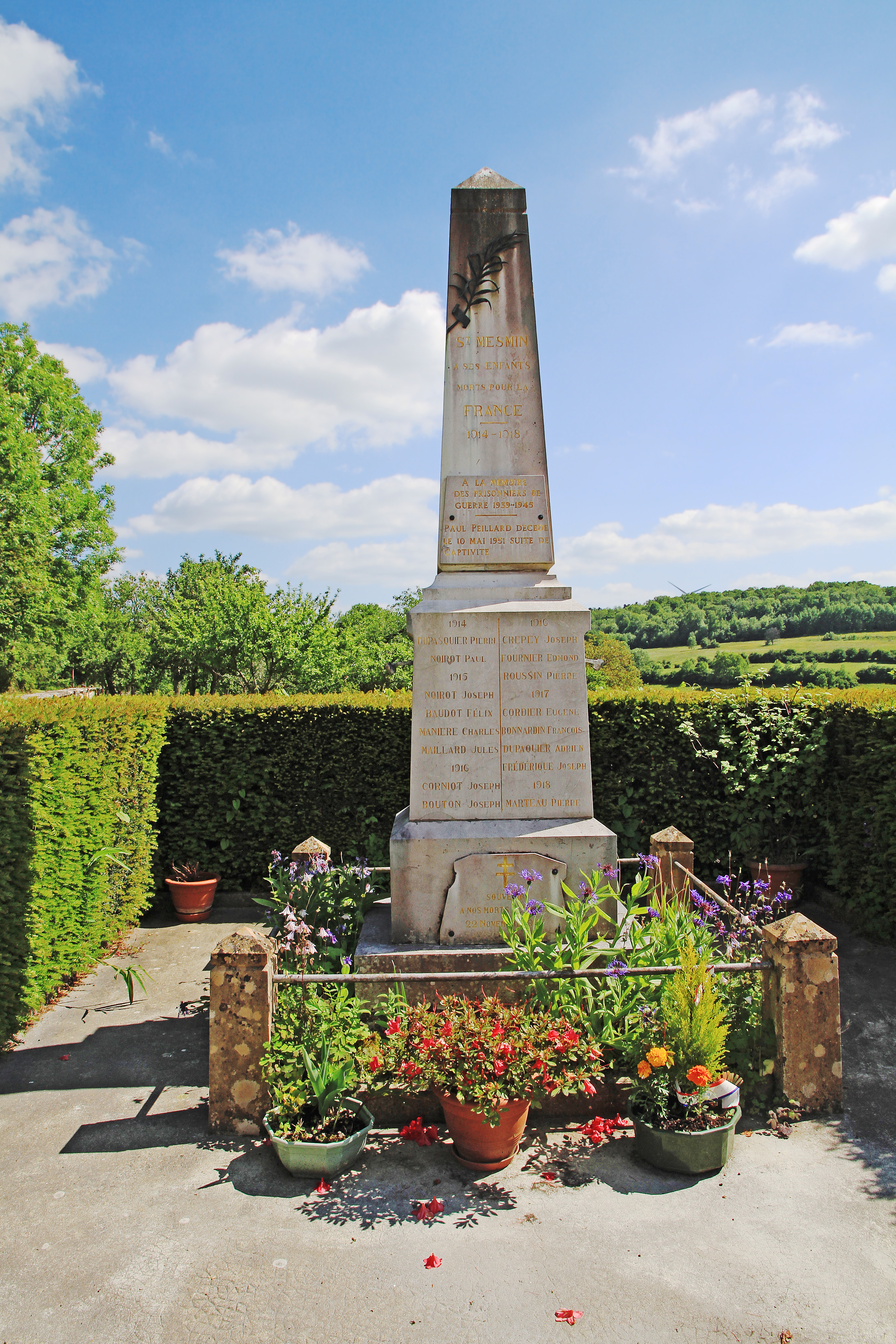
Monument aux morts à Saint-Mesmin.

## Politique et administration

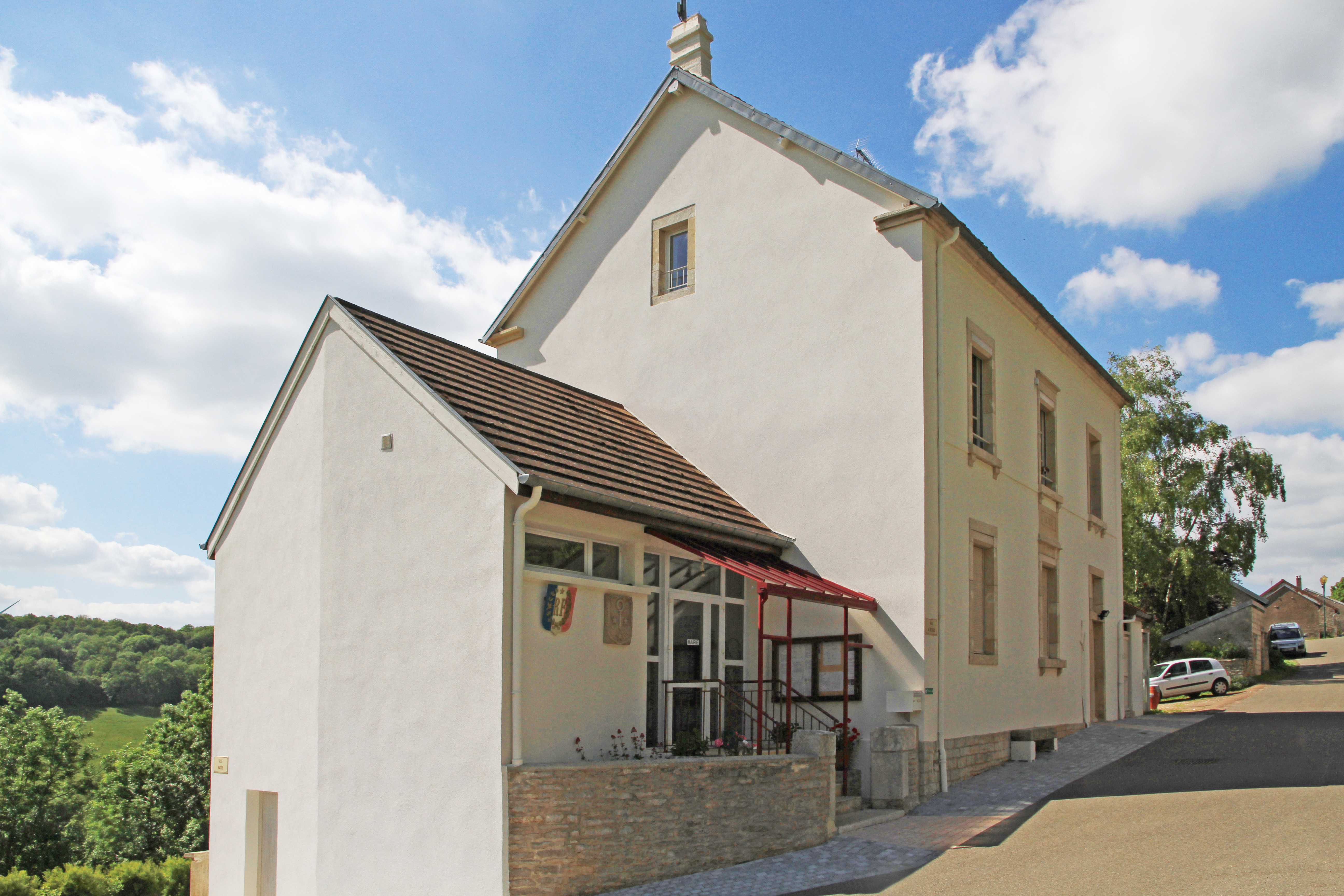
Mairie.

| Période                                  | Période   | Identité        | Étiquette | Qualité     |
| ---------------------------------------- | --------- | --------------- | --------- | ----------- |
| mars 2001                                | mars 2014 | Georges Baudot  |           |             |
| mars 2014                                | En cours  | Thierry Renault | SE        | Agriculteur |
| Les données manquantes sont à compléter. |           |                 |           |             |

## Démographie
L'évolution du nombre d'habitants est connue à travers les recensements de la population effectués dans la commune depuis 1793. Pour les communes de moins de 10 000 habitants, une enquête de recensement portant sur toute la population est réalisée tous les cinq ans, les populations de référence des années intermédiaires étant quant à elles estimées par interpolation ou extrapolation. Pour la commune, le premier recensement exhaustif entrant dans le cadre du nouveau dispositif a été réalisé en 2005.

En 2022, la commune comptait 111 habitants, en évolution de −14,62 % par rapport à 2016 (Côte-d'Or : +0,82 %, France hors Mayotte : +2,11 %).
| 1793 | 1800 | 1806 | 1821 | 1836 | 1841 | 1846 | 1851 | 1856 |
| ---- | ---- | ---- | ---- | ---- | ---- | ---- | ---- | ---- |
| 489  | 459  | 430  | 407  | 395  | 397  | 384  | 407  | 418  |

| 1861 | 1866 | 1872 | 1876 | 1881 | 1886 | 1891 | 1896 | 1901 |
| ---- | ---- | ---- | ---- | ---- | ---- | ---- | ---- | ---- |
| 430  | 407  | 369  | 385  | 385  | 359  | 352  | 352  | 317  |

| 1906 | 1911 | 1921 | 1926 | 1931 | 1936 | 1946 | 1954 | 1962 |
| ---- | ---- | ---- | ---- | ---- | ---- | ---- | ---- | ---- |
| 308  | 280  | 204  | 201  | 198  | 178  | 170  | 127  | 106  |

| 1968 | 1975 | 1982 | 1990 | 1999 | 2005 | 2006 | 2010 | 2015 |
| ---- | ---- | ---- | ---- | ---- | ---- | ---- | ---- | ---- |
| 98   | 94   | 103  | 88   | 99   | 124  | 122  | 138  | 131  |

| 2020 | 2022 | - | - | - | - | - | - | - |
| ---- | ---- | - | - | - | - | - | - | - |
| 117  | 111  | - | - | - | - | - | - | - |

## Culture locale et patrimoine

### Lieux et monuments
La commune n'a pas de monument classé à l'inventaire des Monuments Historiques, 3 éléments sont répertoriés à l'inventaire des objets historiques.
- Église Saint-Sulpice de Saint-Mesmin, son entrée est au sud dans le mur du transept, précédée d'un porche en bois abritant l'escalier qui descend vers la porte. Le clocher est érigé au-dessus du transept, tour carrée couvert d'un toit pavillonnaire à quatre faces supportant lui-même une flèche à huit côtés. Deux cloches sont classées Monuments Historiques.
- Chapelle Saint-Nicolas de Corcelotte-en-Montagne (à Corcelotte-Bas), avec un clocher-mur à une baie. C'était la chapelle du château, un peu à l'étroit dans son petit enclos contenant quelques tombes.

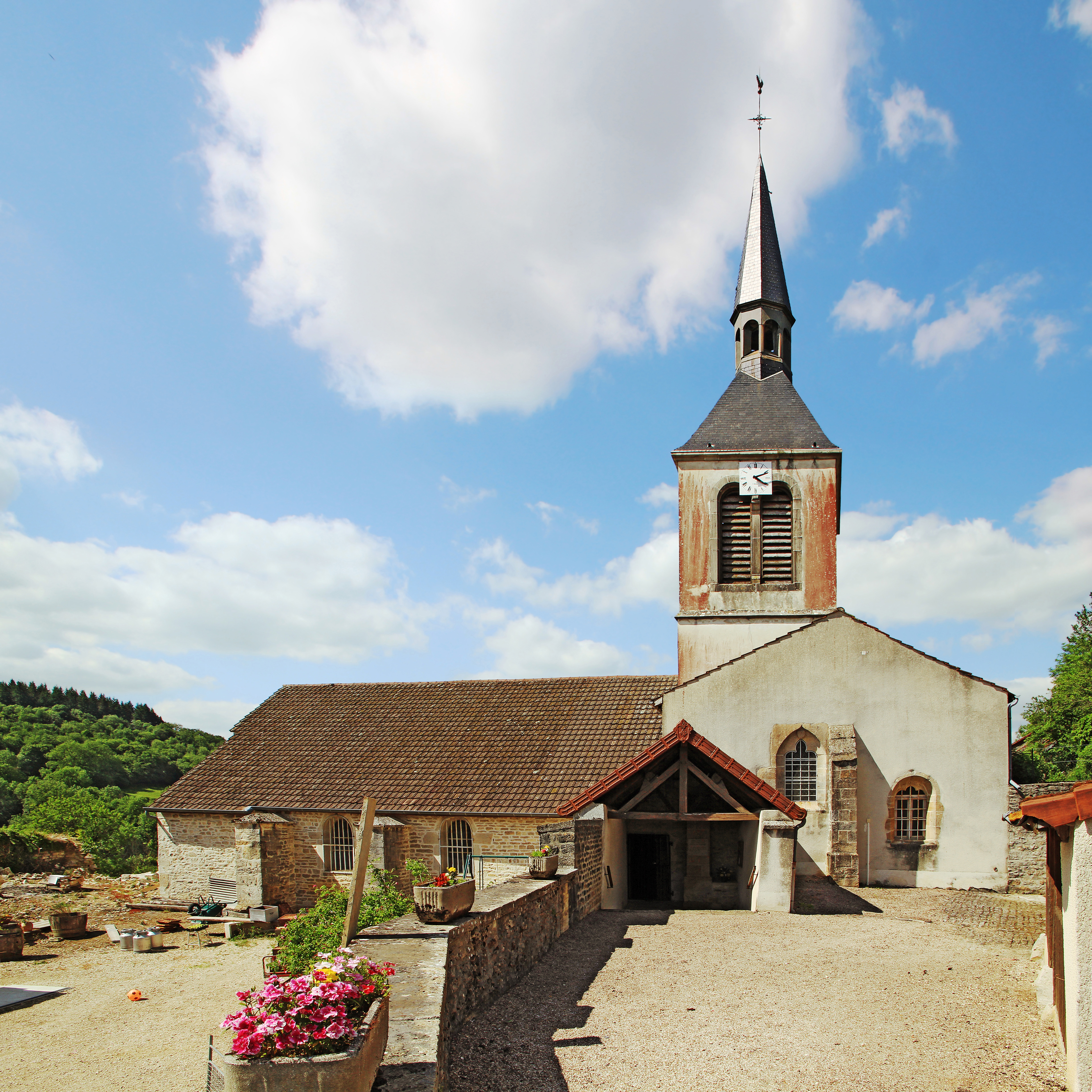
Église Saint-Sulpice.
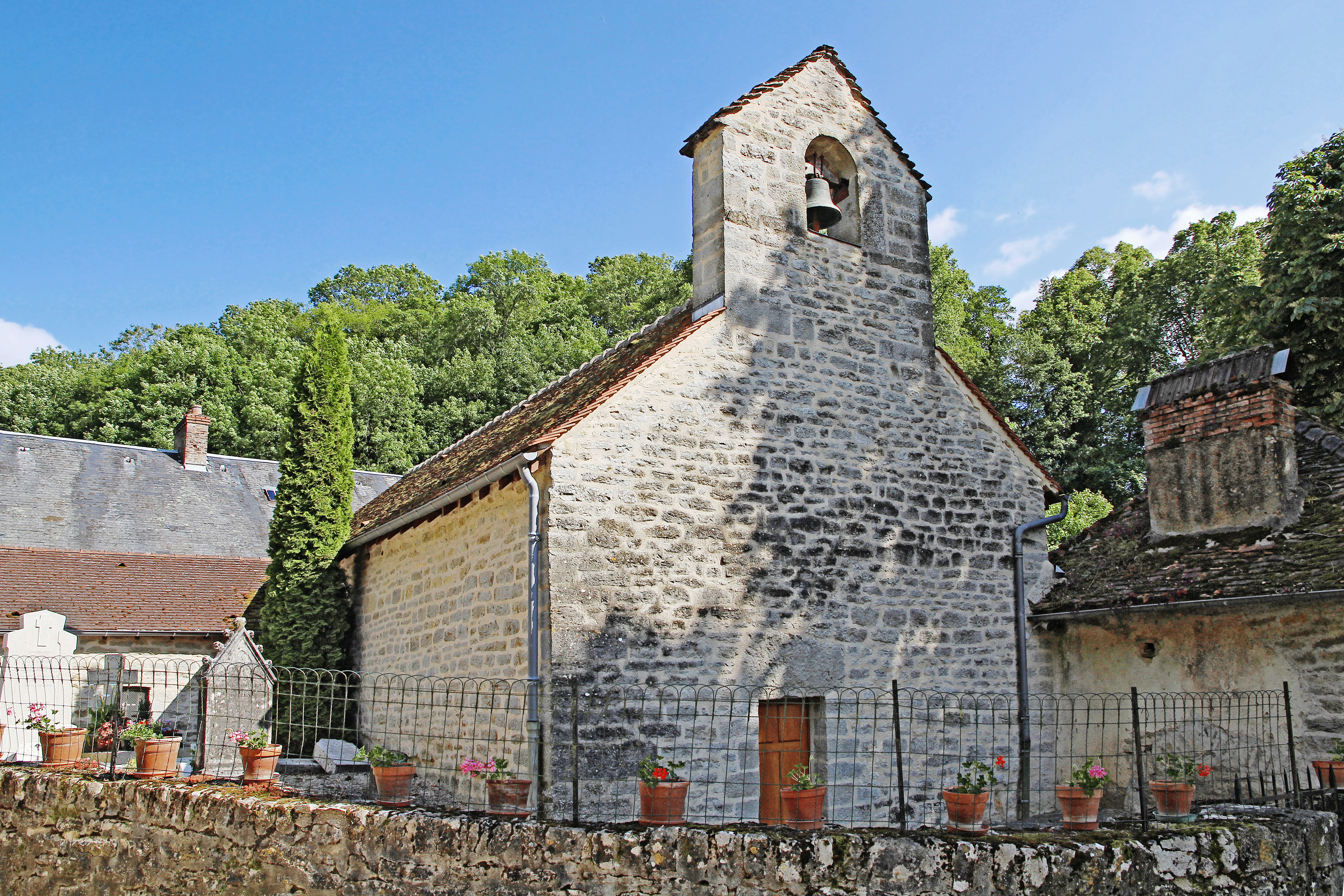
Chapelle de Corcelotte-en-Montagne.

- Chapelle de Fontette dont il manque le sommet du clocher-mur, remplacé par une flèche à six côtés en zinc sur charpente en bois qui semble en équilibre précaire... L'entrée est abritée par un élégant porche en bois.
- Chapelle de Godan à clocher carré et toit pavillonnaire. Une plaque en façade porte la date de 1814, dont le deuxième 1 semblant représenter un symbole.

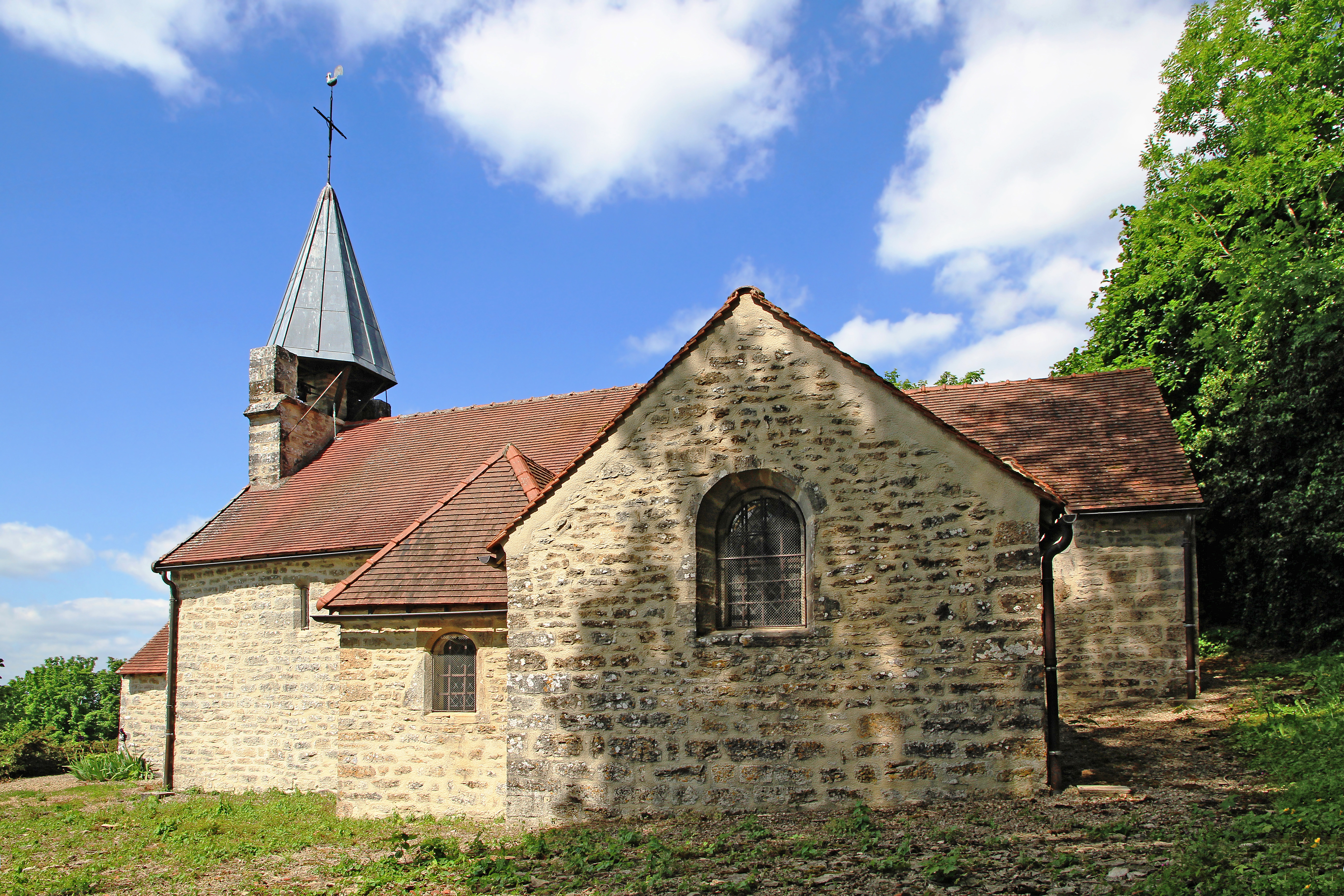
Chapelle de Fontette.
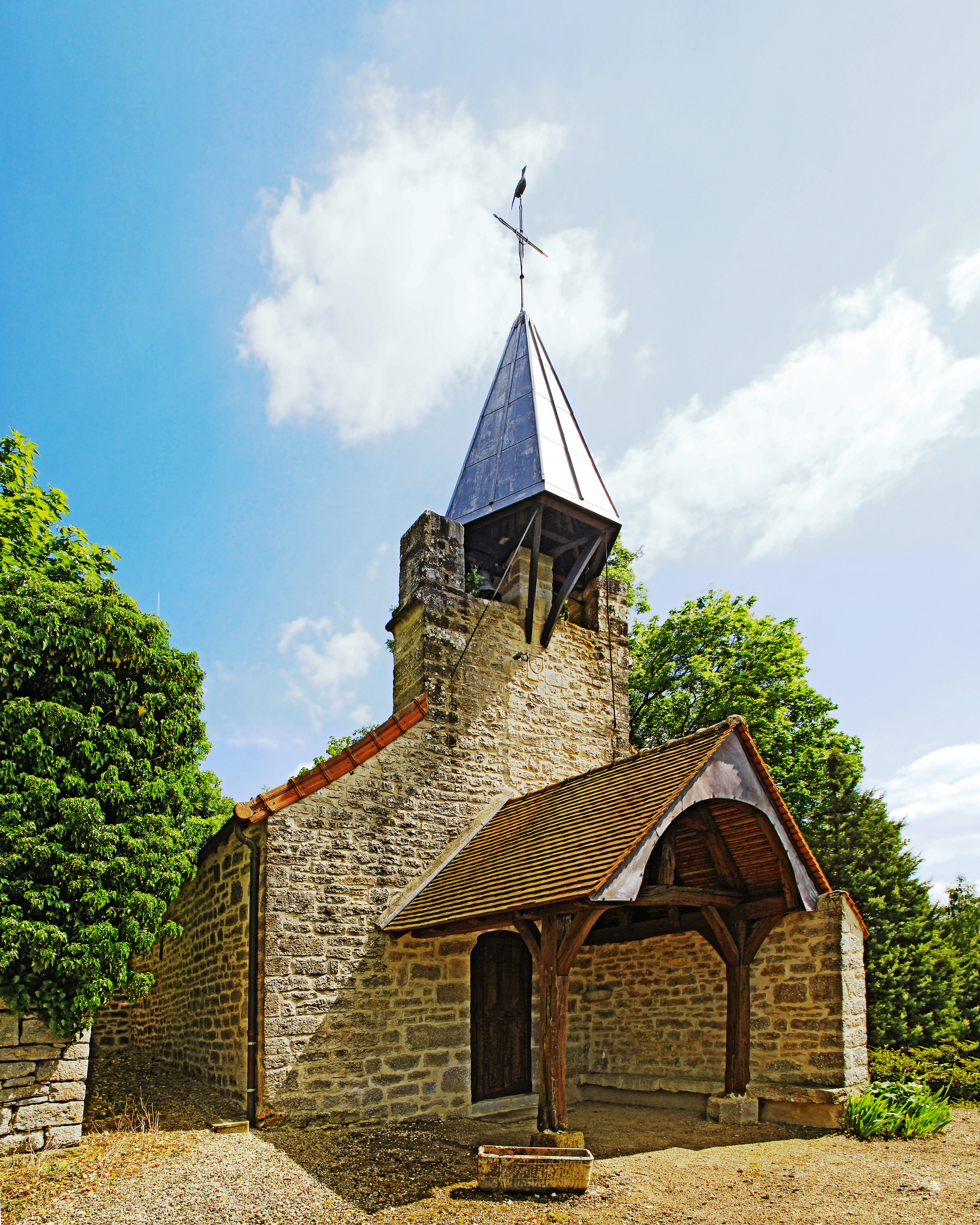
Porche en bois et clocher rapporté.
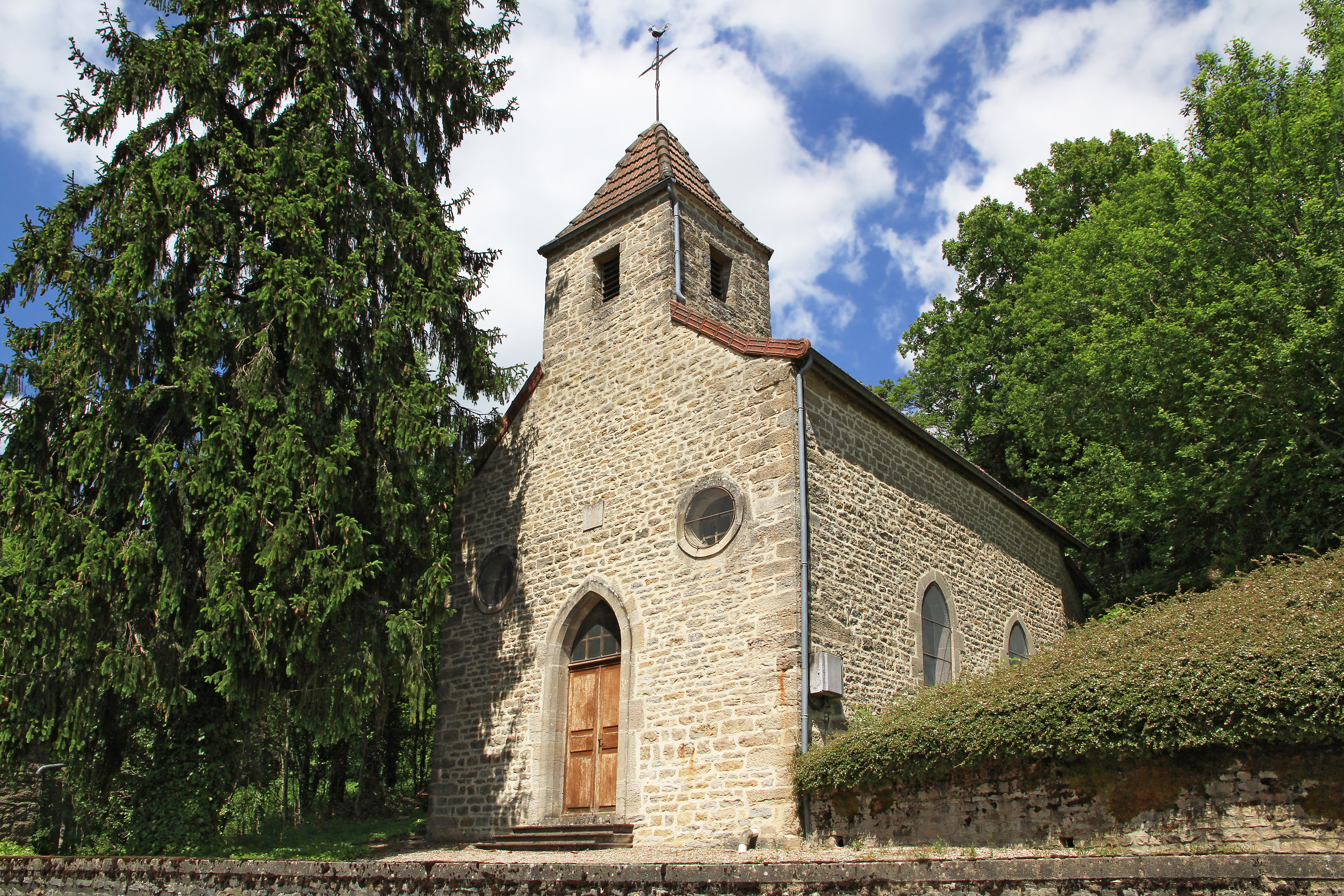
Chapelle de Godan.
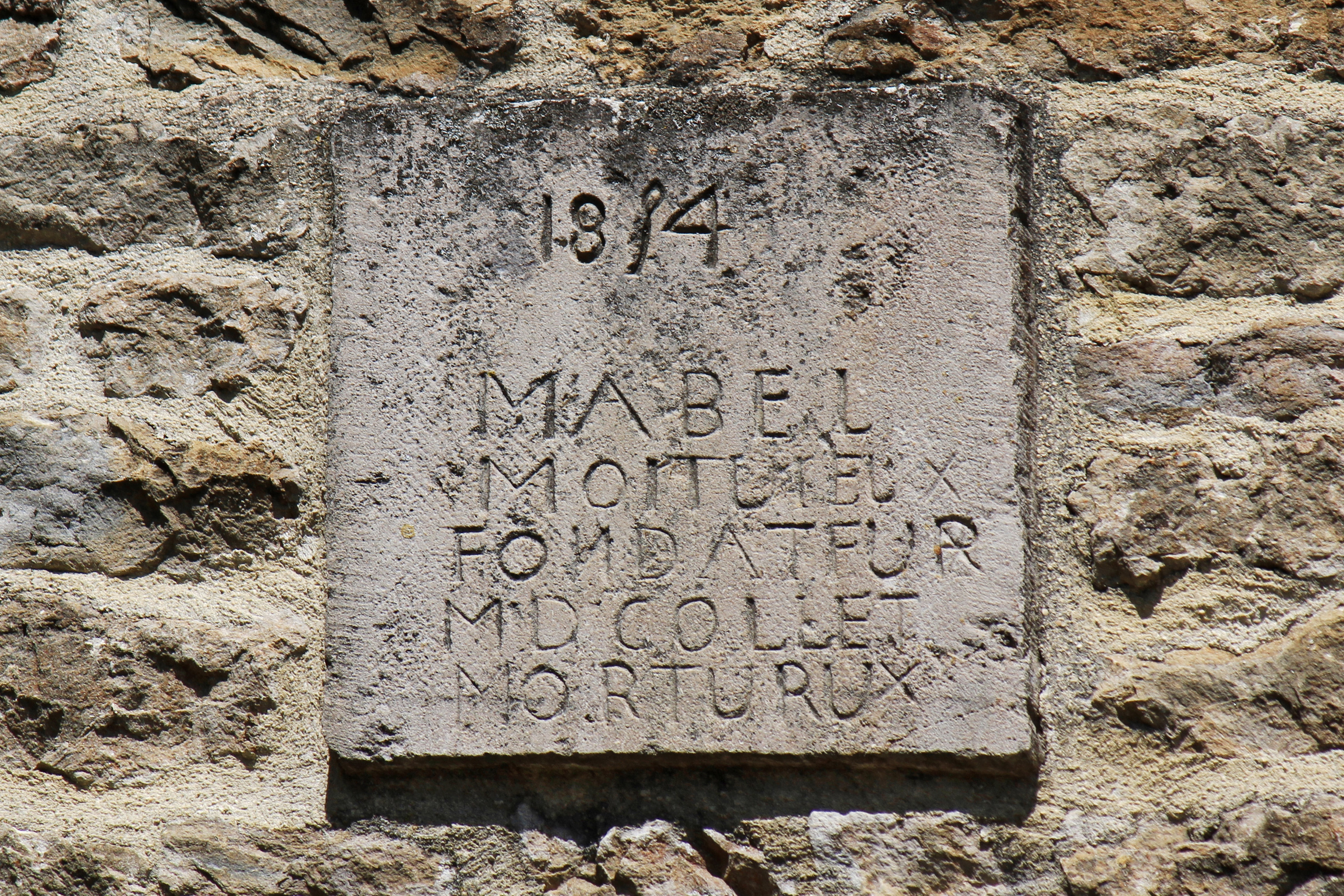
Plaque sur la façade.

- Château du XVIIIe siècle de Corcelotte-en-Montagne.
- Maison forte de Fontette.

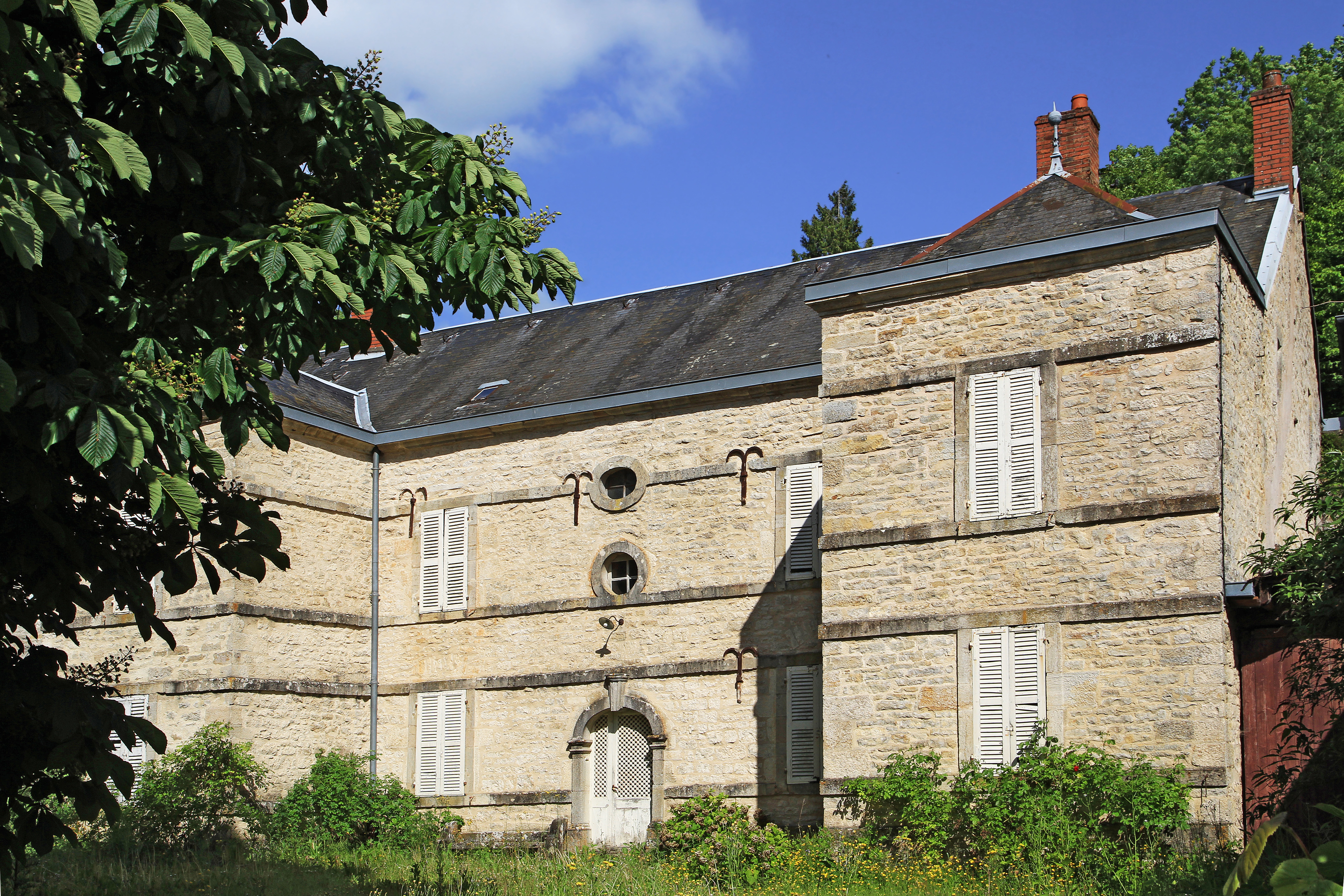
Château de Corcelotte-Bas.
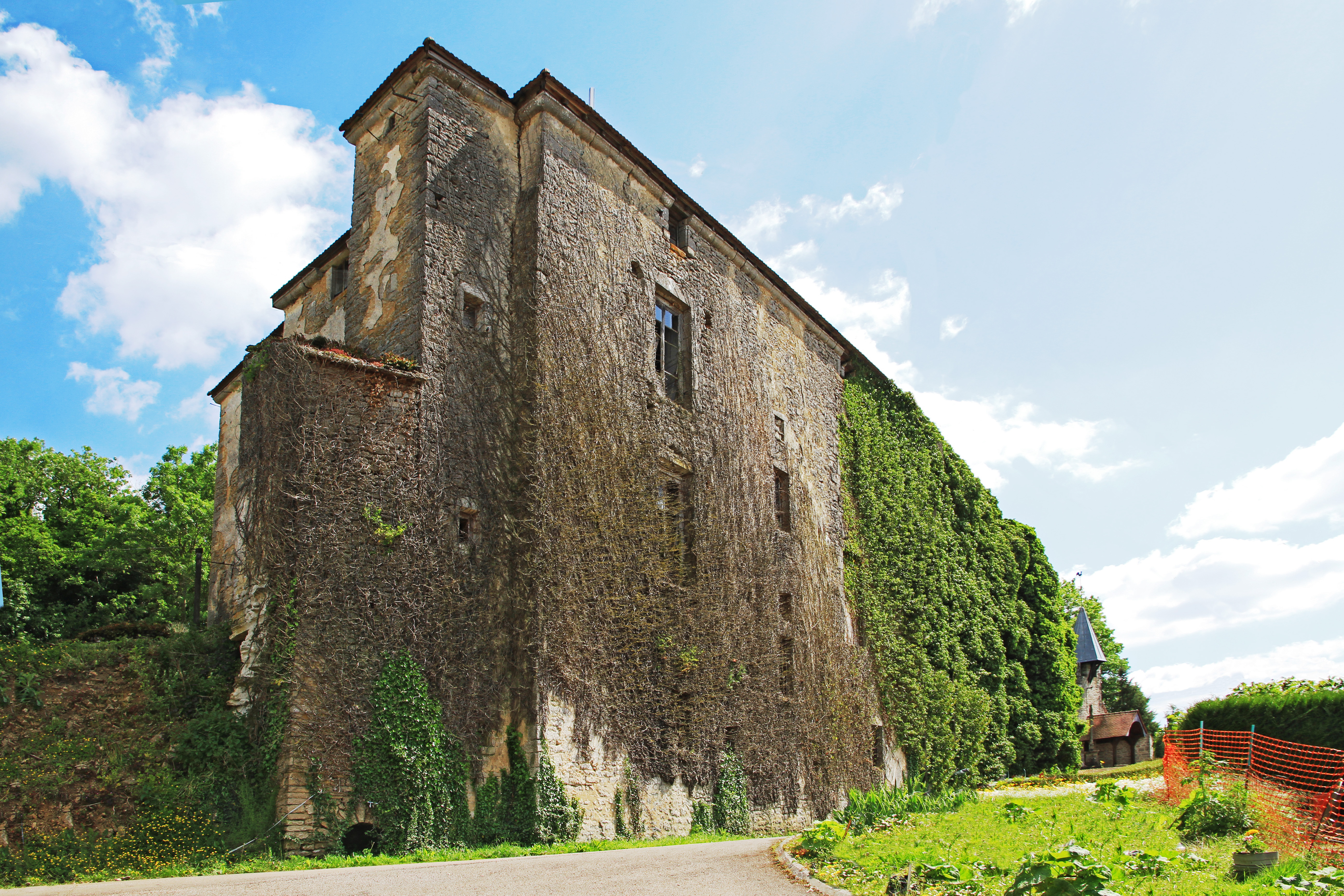
Maison forte de Fontette.

- Plusieurs croix de belle facture sur la commune dont celle de Corcelotte-Haut à double face.

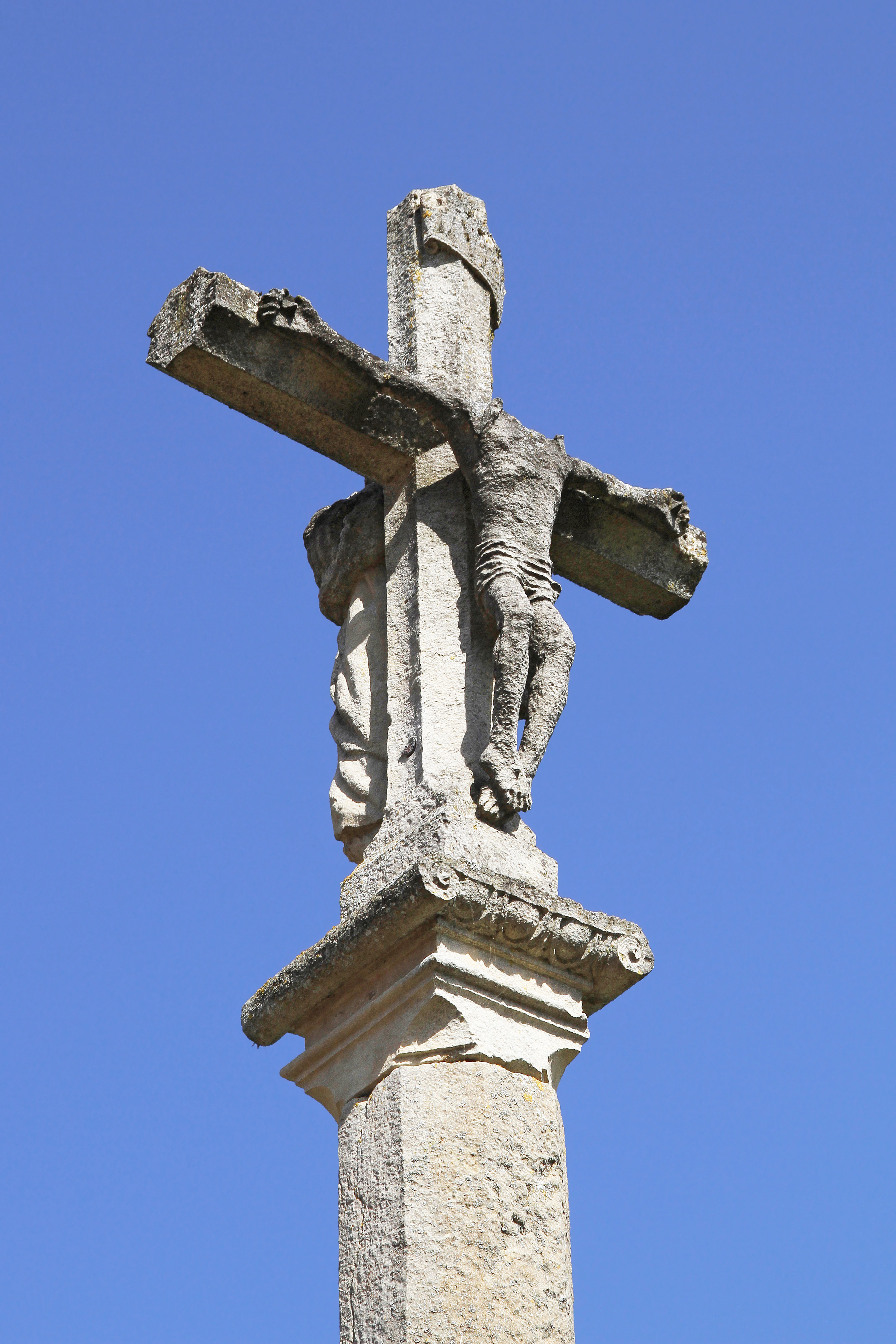
Croix de Corcellotte-haut...
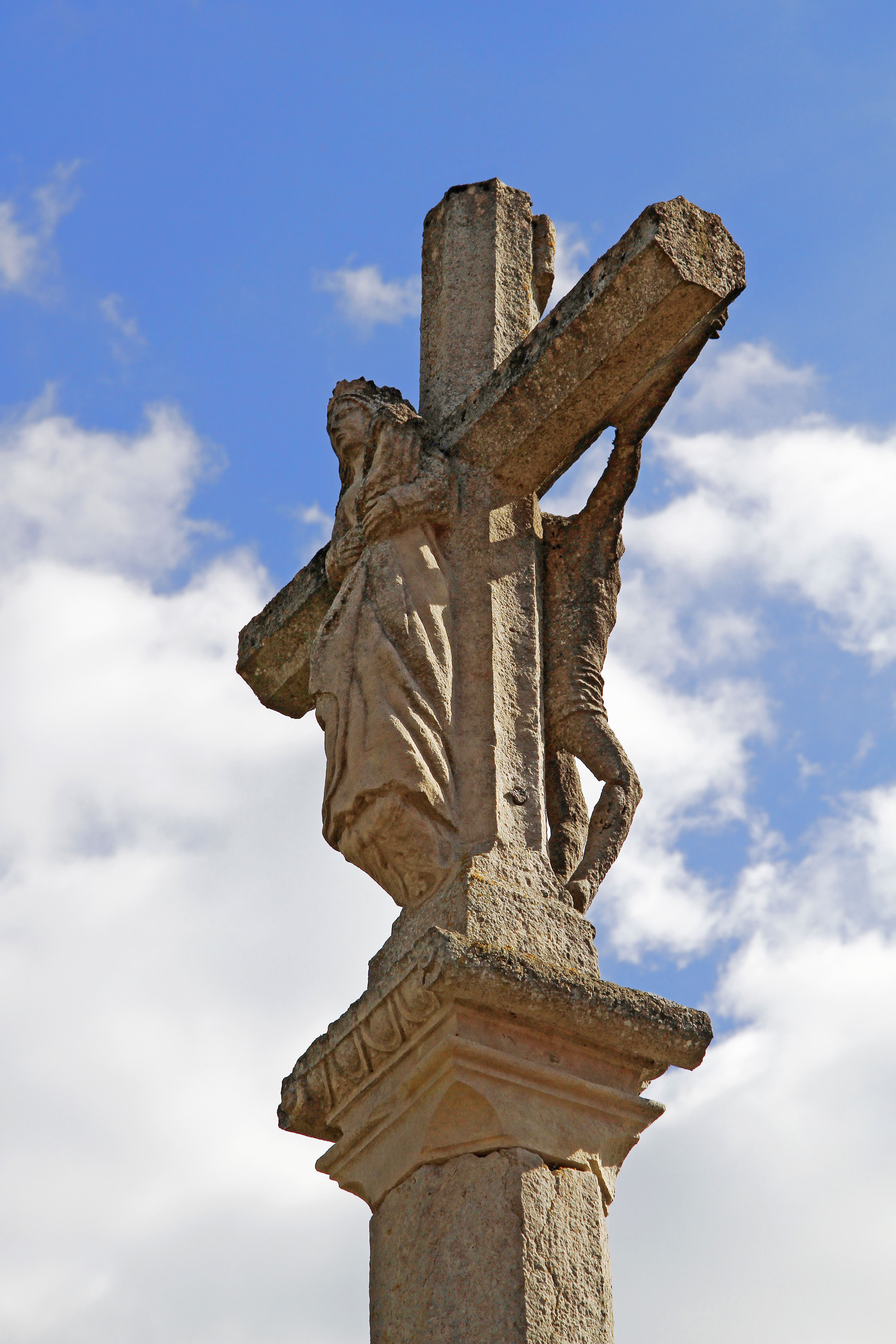
…à double face.
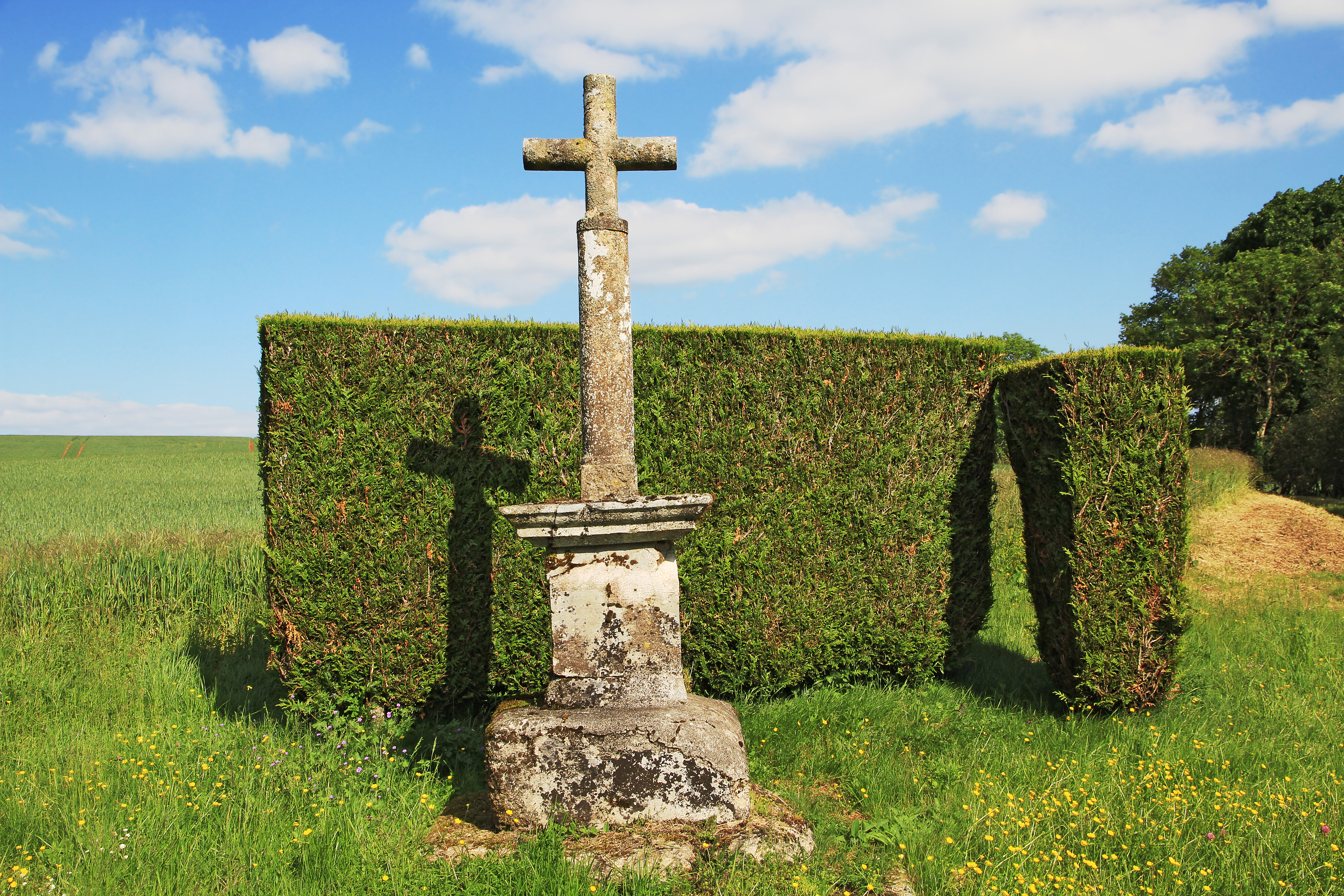
Croix de carrefour près de Corcelotte-en-Montagne.

- Source de l'Ozerain.

### Héraldique
| Blason de Saint-Mesmin | Blason  | D'azur à une crosse abbatiale d'argent accompagnée de trois étoiles d'or, deux en flancs et une en pointe. |
| Blason de Saint-Mesmin | Détails | Le statut officiel du blason reste à déterminer.                                                           |